# Wildwatervaren

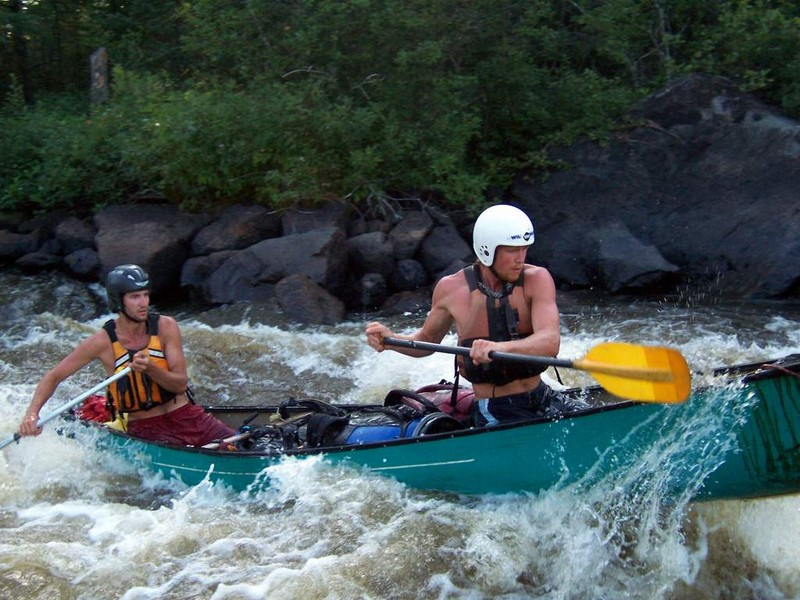
Kano op de Kesagami rivier in Canada

Wildwatervaren is de tak van het kanovaren waarbij het erom gaat om beheerst wildwater te bevaren. Wildwatervaren wordt ook gedaan met grote 'opblaasboten': rafts, en hydrospeeds ('wildwaterzwemmen'). De moeilijkheidsgraden van rivieren worden aangeduid op een schaal van 'WW1' tot 'WW6': WW1 is gemakkelijk en WW6 is onbevaarbaar.

## Geschiedenis

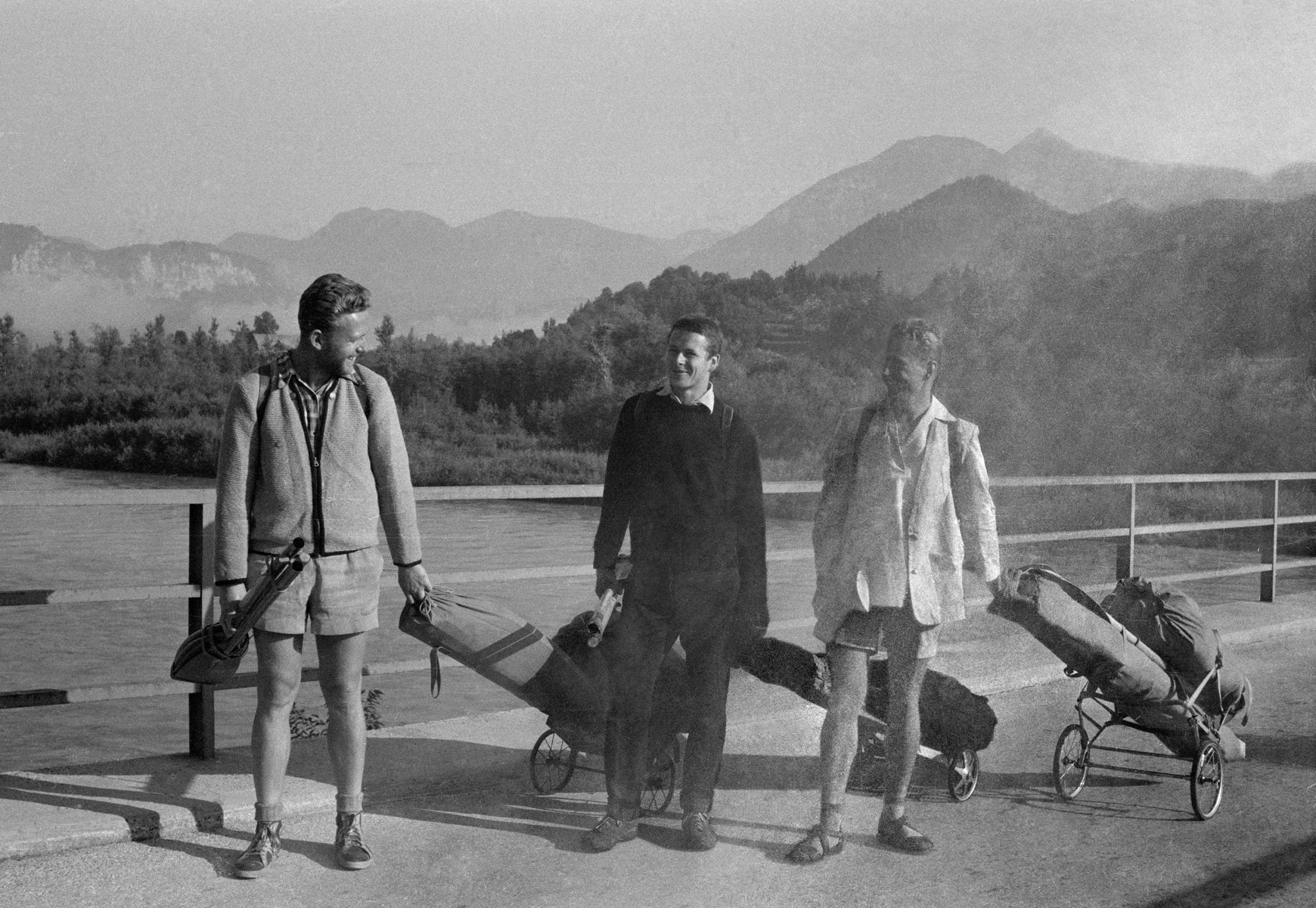
Op weg naar een avontuur met boot, uitrusting, kleren en voedsel voor een aantal weken

Het varen op rivieren, meren en oceanen is zo oud als het stenen tijdperk. Het vlot, de Catamaran, de kano en de kajak evalueerden naar de behoeften en omgeving van de inheemse bevolking op verschillende plaatsen in de wereld.
De Rus, Grigori Ivanovitch Langsdorff, schreef over zijn wereldreis (1803-07) over het gemak en de elegantie van het varen met Eskimo-kajaks. De Schot John MacGregor kwam in 1860 terug van zijn reis naar Noord-Amerika vol enthousiasme over deze kano. Hij begon meteen met het bouwen van zes boten die veel leken op de kajak van de Eskimo's, deze wogen ongeveer 36 kg. In 1866 publiceerde bij het boek: A Thousand Miles in the Rob Roy Canoe. De timing was goed, het boek werd een enorm succes. Door de Industriële revolutie kregen mensen halverwege de 19e eeuw meer vrije tijd. In Europa begonnen mensen rivieren af te varen in allerlei soorten vaartuigen en zagen de natuur die voorheen slechts toegankelijk was voor een paar uitverkorenen.
- 1900, De opkomst van de Hout & Canvas kano in Noord-Amerika had tot gevolg dat het varen van stroomversnellingen steeds meer onderdeel gaat uitmaken van de kanosport met open kano's.
- 1905, Alfred Heurich, een student architectuur aan de universiteit van Leipzig, Duitsland, vond de "Faltboot" uit, een vouwkano gebaseerd op de kajak van de Eskimo's. Heurich voer meer dan 100.000 km over meren en rivieren.
- 1907, Alfred Klepper, een kleermaker uit Rosenheim, kocht het patent, verbeterde sterkte met een hefboomsysteem en startte de productie. Geboren was de Westerse cultuur-uitvinding van een peddel-vaartuig dat voor de eerste keer in de menselijke historie enthousiastelingen de kans gaf om wildwater-passages en kloven te zien die daarvoor nog door geen mens waren gezien. Dit boot-ontwerp was niet alleen voor wildwater geschikt, maar maakte bovendien ook het reizen ermee gemakkelijk en betaalbaar. De Eerste Wereldoorlog stopte alle vooruitgang.

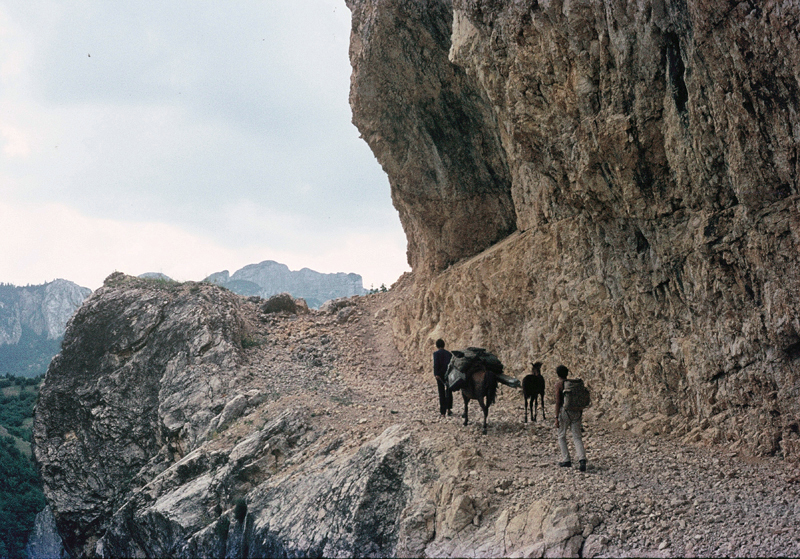
Onderweg naar de instapplaats met twee vouwkano's per trein, bus en uiteindelijk met een huur-een-ezel.

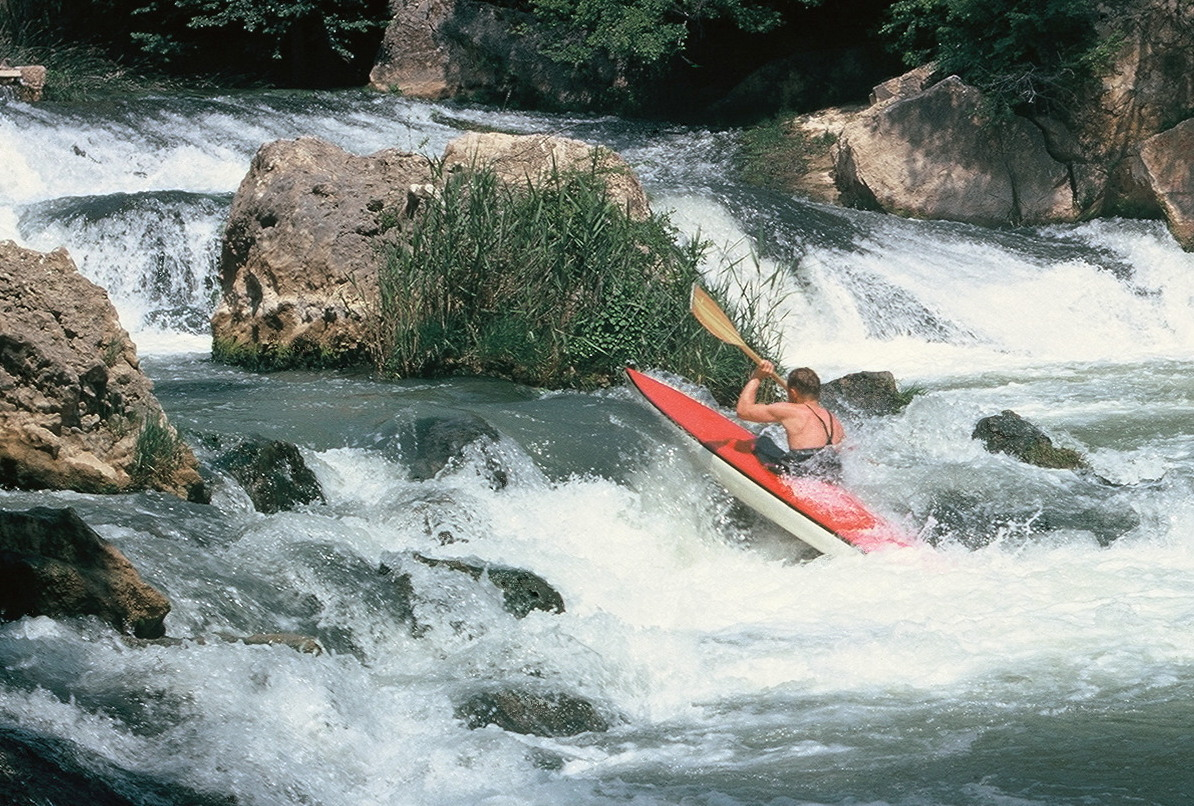
Kanovaren voor de adoptie van veiligheids-artikelen

- 1920, varen op wildwater met vouwkano's ontwikkelde zich verder. Vaarders schaarden zich naar rivieren en meren met de trein of de bus. De Oostenrijker, Edi Hans Pawlata vond opnieuw de Eskimorol uit. Wildwater-wedstrijdsport begon ongeveer vanaf 1920, het waren wildwater Afvaart-wedstrijden.
- 1927, Franz von Alber, en daarna Klaus en Arndt von Rautenfeld beweerden dat zij zelfstandig een eskimorol ontwikkeld hebben met hun zeekajaks.
- Begin jaren 1930, Walter Frenz, Herbert Rittlinger en een aantal anderen werden pioniers en grondleggers van het wildwater-kajakvaren. Zij maakten documentaires en schreven er boeken over.
- 1933, Adolf Hitler beëindigde het bestaan van kanoclubs. Zij pasten niet in zijn plan, de invloed op de sport was verwoestend. De Tweede Wereldoorlog bracht de sport tot een halt. Toch vond dat jaar de eerste wildwater-slalomwedstrijd plaats, deze werd gehouden op wildwater 2 en 3 van de rivier de Aare in de buurt van Rupperswil.
- 1945, de aluminium kano wordt geïntroduceerd in Noord-Amerika. De sterkte van dit materiaal geeft het wildwatervaren met open kano's een grote impuls, omdat dit nu een minder hachelijke zaak wordt dan met de houten open kano's die daar voorheen wel voor gebruikt werden.
- 1946/48, Afhankelijk van het gebied, hieven de geallieerden de vaarverboden weer geleidelijk op in Duitsland. Kanoclubs werden weer toegestaan.
- 1949, Op de Rhône in de buurt van Genève werd het eerste officiële kanoslalom wereldkampioenschap gehouden.
- 1952, Walter Frentz, publiceerde een boek In den Schluchten Europas (In de kloven van Europa) dat erg populair werd. Het boek was gebaseerd op de riviertochten die gemaakt waren voor de Tweede Wereldoorlog. In het boek stonden fantastische verhalen met foto's van de eerste tochten maar het gaf weinig informatie over de rivieren zelf. De zware tijden na de Oorlog waren afgelopen en de mensen gingen weer op reis; ze zochten naar avontuur met vouwboten en (open) kano's.
- 1955, Herbert Baschin bouwde in Stuttgart de eerste glasvezelversterke polyester kajak in Europa. Ondanks de verbeterde manoeuvreerbaarheid en materiaal werd Baschin's 'vaste' boot sceptisch ontvangen bij degenen die van hun vouwboten hielden en afhankelijk waren van het openbaar vervoer. Het ijs brak toen de auto voor grote groepen mensen betaalbaar werd. De vaste boot was gemakkelijk te transporteren en afgelegen instapplaatsen die vroeger niet te bereiken waren, konden nu worden gebruikt. In de tweede helft van de zestiger jaren verspreide de sport zich van Europa naar de rest van de wereld. Daarmee kwam ook de introductie van veiligheidsmateriaal.[1]
- 1972, Op de Olympische Spelen in München stond kanoslalom als demonstratiesport voor de eerste keer op het Olympische programma.
- 1973, Tom Johnson, een wedstrijdsporter en trainer uit Kernville ontwierp en verkocht de Hollowform: de eerste rotatie-gegoten polyetheen (PE) boot. Het werd in productie genomen door een fabriek die afvalbakken produceerde. Deze vrijwel onverwoestbare boten brachten een revolutie in de sport teweeg en werden een groot succes vanuit Californië. Vaarders hoefden niet langer hun booten te repareren tijdens en na hun tochten. Rotsen werden een onderdeel van de "vaartechniek" bij moeilijke passages, deze passages werden hierdoor ook voor de minder bedreven vaarder bevaarbaar.
- Begin jaren 1970, het raften wordt populairder.
- 1980, Prijon in Rosenheim introduceerde polyetheen in Europa. Het wildwatervaren was nu bijna onderhouds en reparatie vrij geworden vergeleken met de vouwboot waarmee het allemaal was begonnen. Holger Machatschek en het bedrijf ESKIMO ontwikkelden in Landsberg de eerste 2,2 meter speelboot genaamd "Topolino" waarmee het kanovaren toetrad tot uitdagende vormen van extreme sporten
- 1992, Kanoslalom wordt tijdens de Spelen van 1992 in Barcelona opgenomen in het vaste Olympische programma en is daarmee de eerste Olympische wildwatersport.

## Veiligheid

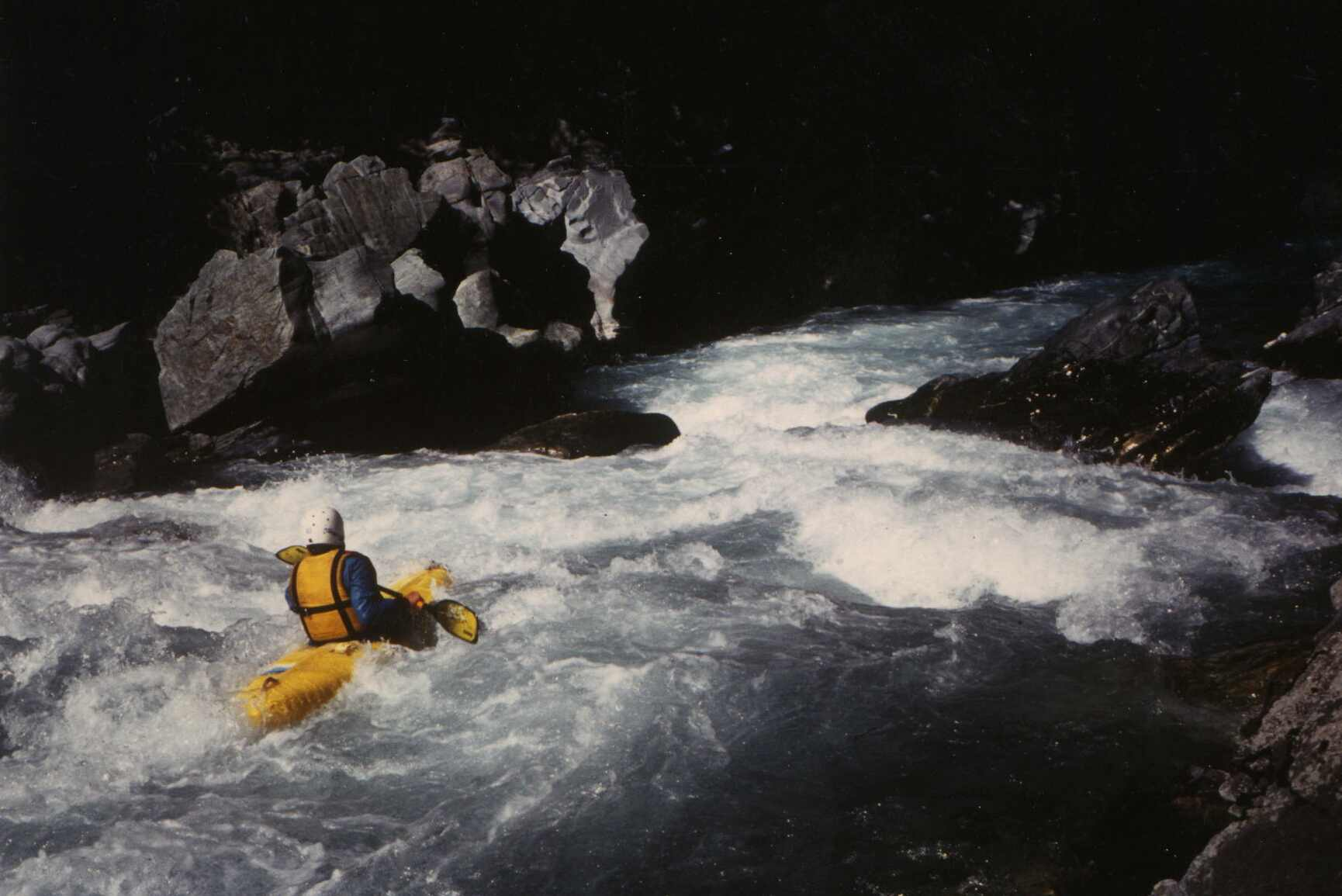
Op snelstromend water moet je altijd het trajekt naar het volgende veilige punt kunnen zien. Als dat niet mogelijk is, zoals hier door de grote rotsen, moet je, of op het vorige veilige punt het trajekt verkennen, of de walkant op. Veilige punten zijn keerwaters, het rustiger stromend water buiten de hoodstroom of een rots waar veilig bovenop gelegen kan worden.

Wildwatervaren is niet zonder gevaren, veiligheid is dan ook een zeer belangrijk aspect bij het bevaren van rivieren. Veel mensen gaan echter zonder enige kennis, kunde en ervaring een rivier afvaren. Hierdoor zijn er helaas jaarlijks vele ongelukken te betreuren op de rivier. Door goede voorzorgsmaatregelen kan een groot deel van het risico weggenomen worden. Zo moet je altijd bekend zijn met de rivier, en deze vooraf verkennen. Wildwatervaren doe je nooit alleen, altijd met minimaal 3 personen.
De minimale veiligheids-uitrusting bestaat uit het geschikte type boot, bijbehorend spatzeil, een helm om het hoofd te beschermen en het liefst een speciaal wildwater-zwemvest. Een zwemvest is beter dan een reddingsvest. Een reddingsvest is te groot voor wildwatervaren: men kan dan onvoldoende bewegen. Een wetsuit voorkomt onderkoeling, omdat bergrivieren vaak koud water bevatten.

## Wedstrijden
Er zijn een aantal typen wedstrijden op wildwater:
- Kanoslalom (olympische sport): een bepaald parcours (aangegeven met rood/witte en groen/witte poortjes) op stromend water in een zo kort mogelijke tijd zonder strafpunten afvaren
- Afvaart: een riviertraject in zo kort mogelijke tijd afvaren.
- Freestyle: hierbij worden zo veel mogelijk moeilijke moves gemaakt in een golf op de rivier (of in de branding): cartwheels, salto's, en vele andere moves zijn mogelijk. Ook hier worden wedstrijden in gehouden.
- Er worden ook raft-wedstrijden gevaren. Zo worden de Franse nationale kampioenschappen rafting in de Franse Alpen bij Châteauroux-les-Alpes gehouden.

## Gebieden
Omdat Nederland geen bergbeken kent, zoeken Nederlandse wildwatervaarders hun heil in met name de Alpen en de Pyreneeën en in het voor- en najaar de Ardennen en de Eifel. 
In Nederland kunnen wildwatervaarders tijdens stormachtig weer langs de kust in de branding brandingvaren. In Zoetermeer bestond van 2006 tot 2015 een kunstmatige wildwaterbaan (Dutch Water Dreams). In Hardenberg werd in 2014 een vrij toegankelijke wildwaterbaan geopend, die gebruik maakt van het natuurlijk verval van de Overijsselse Vecht naar de Molengoot. Bij voldoende watertoevoer valt deze baan in wildwaterniveau II.